# Phyllonorycter nigristella
Phyllonorycter nigristella är en fjärilsart som först beskrevs av Tosio Kumata 1957.  Phyllonorycter nigristella ingår i släktet guldmalar, och familjen styltmalar. Inga underarter finns listade i Catalogue of Life.